# Porokotasaari
Porokotasaari är en ö i Finland. Den ligger i Lokan tekojärvi och i kommunen Sodankylä i den ekonomiska regionen Norra Lappland och landskapet Lappland, i den norra delen av landet, 900 km norr om huvudstaden Helsingfors. Öns area är 7,5 hektar och dess största längd är 440 meter i sydväst-nordöstlig riktning.